# Roderich Feldes
Roderich Feldes (* 21. Dezember 1946 in Offdilln; † 10. Mai 1996 in Eiershausen) war ein deutscher Schriftsteller und PEN-Mitglied.

## Leben
Feldes besuchte gemeinsam mit dem späteren Schriftsteller Gert Loschütz den altsprachlichen Zweig der Wilhelm-von-Oranien-Schule in Dillenburg, wo sie Gedichte in der Schülerzeitung Funzel veröffentlichten. Nur ein Jahr nach seinem Abitur 1967 erschien Feldes’ erster Gedichtband haubergsnelken im Suhrkamp Verlag. Nach seinem Studium der Germanistik, Linguistik und Philosophie in Gießen und Frankfurt und nach der Promotion zum Dr. phil. arbeitete er als freier Schriftsteller in Eibelshausen in der Nähe seines Geburtsortes Offdilln. Seine Kindheit im noch bäuerlichen Dorf blieb ihm eine prägende Erfahrung. Bis zu seinem frühen Tod 1996 lebte er mit seiner Familie im Nachbarort Eiershausen, wo er in Dorfvereinen mitwirkte. So war er langjähriger Schriftführer des örtlichen Gesangvereins und Mitinitiator des Heimatmuseums Eschenburg (heute Regionalmuseum). Dieses ehrenamtlich betreute Museum ermöglicht durch seine regelmäßigen Ausstellungen von volkskundlichen Objekten einen Blick in die vergangene und gegenwärtige Alltagskultur und entwickelt sich zu einem Treffpunkt der umgebenden Dörfer.
Am  10. Mai 1996 starb er im Alter von 49 Jahren in Eiershausen.

## Werk
Feldes schuf ein umfangreiches literarisches Werk, das aus Romanen, Erzählungen, Gedichten, Kurzprosa und einer großen Zahl von Hörspielen und Dokumentarhörstücken besteht. Einige seiner Werke wurden auch verfilmt. Ebenso arbeitete Feldes wissenschaftlich, sowohl selbstständig als auch als Herausgeber. Er promovierte über das Thema Das Wort als Werkzeug. 1978 erschien die umfassende Untersuchung Magie, die unbewußte Kraft.
Feldes sah sich als Zeuge einer Zeitenwende. Mit seiner Heimat im oberen Dilltal verbunden, bewahrte er sich in seinem Schreiben eine kritische innere Distanz zu den unmittelbaren Vorgängen um ihn herum. Er beschreibt den Wandel im Dorfleben als Folge der hochgerüsteten Konsumwelt und konstatiert eine Zerbröselung der Gesellschaft in Einzelne, „weil eben nicht mehr das ganze Spektrum des Lebens die Klammer ist“. Über seine Situation als Schriftsteller im Dorf sagte er, wenn die Verstädterung der Dörfer auch nicht aufzuhalten sei, gebe es doch noch immer ein beispielhaftes soziales Geflecht, in dem sich die allgemeine soziale Wirklichkeit genauer widerspiegele, jedenfalls für ihn deutlicher sichtbar werde, als das in einer größeren Stadt sein könnte.

## Auszeichnungen
Für seine Erzählung Die Einschnürung wurde Feldes 1976 mit dem Georg-Mackensen-Literaturpreis geehrt. 1980/81 erhielt er das Märkische Stipendium für Literatur.

## Veröffentlichungen (Auswahl)
- haubergsnelken, Gedichte, Suhrkamp, Frankfurt a. M. 1967
- Das Wort als Werkzeug, Dissertation, Verlag Otto Schwartz & Co., Göttingen 1976
- Magie, die unbewußte Kraft, Sachbuch, Keil Verlag, Bonn 1978
- Die Reise an den Rand des Willens, Erzählungen, Hoffmann und Campe, Hamburg 1979
- Lilar, Roman, Hoffmann und Campe, Hamburg 1980 (Neuauflage Verlag Albrecht Thielmann, Dillenburg 2022)
- Das Verschwinden der Harmonie. Eine Chronik, Roman, Hoffmann und Campe, Hamburg 1981 (1984 verfilmt; Regie: Ulrich Heising)
- In einem toten Haus, Erzählung, BrennGlas Verlag, Assenheim 1983
- Das Weber-Panofski-Syndrom, Erzählung, BrennGlas Verlag, Assenheim 1984 (verfilmt unter dem Titel: „Ansonsten ist alles in Ordnung“)
- Isolierglas. Erzählungen vom Wohnen und Leben, dtv, München 1985
- Der Wellensittich. Zwei Erzählungen, BrennGlas Verlag, Assenheim 1986
- Der Wal oder Mama, hörst du mich noch?, Roman, Edition Literarischer Salon, Gießen 1991
- Wetterfest. Gedichte aus 30 Jahren, Edition Literarischer Salon, Gießen 1993
- Der Werwolf. Zwei Erzählungen, Verlag Albrecht Thielmann, Dillenburg 2012